# Southern California Seahorses
I Southern California Seahorses sono una società calcistica statunitense fondata nel 2001 e che milita nella Premier Development League (PDL).
Giocano gli incontri casalinghi di campionato al Goodman Stadium di La Mirada (California), cittadina a 35 km a sud di Los Angeles.

## Storia
I Seahorses ("cavallucci marini", in italiano), fondati nel 1983 come club giovanile, entrarono a far parte della PDL nel 2001. Il loro successo fu immediato, infatti conclusero la prima stagione al secondo posto in campionato.
Nel 2002 terminarono nuovamente la regular season al secondo posto. Nei play-off eliminarono gli Spokane Shadow e i Cascade Surge, raggiungendo la final four, nella quale vennero sconfitti in semifinale dal Boulder Rapids Reserve.
Nel 2003 e nel 2004, i Seahorses non riuscirono ad accedere ai playoff, concludendo in entrambi i casi la stagione regolare al terzo posto.
Nel 2005 la squadra di La Mirada giunse ancora seconda in campionato, alle spalle degli Orange County Blue Star, squadra con cui cominciò a prendere corpo una certa rivalità. Stavolta, l'avventura nei playoff fu piuttosto breve, infatti i Seahorse vennero subito eliminati dai Cascade Surge.
Nel 2006 i Seahorses vinsero finalmente la stagione regolare, chiudendo il campionato con sette punti di vantaggio sui secondi classificati (gli Orange County Blue Star). Nonostante una stagione strepitosa, con una striscia positiva di nove vittorie consecutive, i Seahorses vennero subito estromessi dai playoff per mano dei BYU Cougars.
Nel 2007, con la cessione del forte difensore Eric Reed al club di First Division dei California Victory, la difesa dei Seahorses si indebolì incredibilmente. La stagione regolare vide i cavallucci marini chiudere al settimo posto, il peggior risultato di sempre nella loro storia.

## Risultati anno per anno
| Anno | Divisione | League  | Regular Season | Playoff                  | Open Cup        |
| ---- | --------- | ------- | -------------- | ------------------------ | --------------- |
| 2001 | 4         | USL PDL | 2° Southwest   | Non qualificato          | Non qualificato |
| 2002 | 4         | USL PDL | 2° Southwest   | Semifinale               | Non qualificato |
| 2003 | 4         | USL PDL | 3° Southwest   | Non qualificato          | Non qualificato |
| 2004 | 4         | USL PDL | 3° Southwest   | Non qualificato          | Non qualificato |
| 2005 | 4         | USL PDL | 2° Southwest   | Semifinale di Conference | Non qualificato |
| 2006 | 4         | USL PDL | 1° Southwest   | Semifinale di Conference | Non qualificato |
| 2007 | 4         | USL PDL | 7° Southwest   | Non qualificato          | Non qualificato |